# 킬리언 머피
킬리언 머피(Cillian Murphy [ˈkɪliən], 1976년 5월 25일~)는 아일랜드의 배우이다. 그는 카멜레온 같은 다양한 모습의 연기와 독특한 푸른 눈으로 평론가들의 관심을 받아왔다. 머피는 아일랜드 코크 출신으로, 그의 커리어를 록 뮤지션으로 시작했다. 음반 내는 일을 거절하고 난 뒤, 머피는 1996년 연극 디스코 피그로 첫 연기 데뷔를 했다. 그리고 1990년대 후반과 2000년도 초반 내내 아일랜드와 영국의 연극과 영화에 출연했다. 그는 2003년 종말론 영화 《28일 후》를 통해 처음으로 세계적인 관심을 받았으며, 가장 잘 알려진 머피의 역은 2005년의 슈퍼히어로 영화 《배트맨 비긴즈》의 악당 역 스케어크로우와, 스릴러 영화 《나이트 플라이트》의 잭슨 리퍼이다.
 유명해지는 것에 불편함을 느끼기 때문에, 그는 인터뷰 시 관례적으로 자기 일에 대해선 밝혔으나, 자세한 사생활에 대해서는 공적으로 말하기를 거부하고 2010년까진 토크쇼에 출연하지 않았다.
제96회 아카데미 시상식에서 영화 《오펜하이머》를 통해 남우주연상을 수상하였다.

## 유년과 음악
머피는 코크주 교외에 있는 더글러스에서 태어나 마찬가지로 코크의 교외에 있는 발린템플(Ballintemple)에서 자랐다. 아버지 브랜던은 아일랜드 교육청에서 일하고 그의 어머니는 프랑스어 교사이다. 부모님뿐만 아니라 이모와 삼촌들 또한 교사직이며, 할아버지도 선생님이었다.
머피의 가족은 대대로 음악에 소질이 있었으며, 머피는 연주와 작곡을 10살에 시작했다.
머피는 천주교도로 길러졌으며 천주교 학교인 Presentation Brothers College에 입학했다. 학교에서 학업은 뛰어났지만 운동에 관심은 없었는데, 종종 사고를 일으켰고 고등학교 4학년에 그만두기로 마음먹기 전까지는 가끔씩 정학을 당했다. 또한 PBC(천주교 유선방송)에 따른 활동을 하게 되면서 머피는 자신의 재능이 학교에서 충분히 키워질 수 없음을 깨달았다. 하지만 그 때 콜로라도 극장 회사의 감독인 팻 키어넌이 제작한 드라마에 참가해 머피는 생전 처음 연기의 맛을 보았다. 머피는 후에 이를 "아찔하게 높은", "완전히 살아있는 듯한" 경험이라고 묘사하면서, 그것이 그가 죽 추구해온 느낌이었다고 말했다. 시인이자 소설가인 그의 영어 교사 윌리엄 월이 그가 연기를 할 수 있도록 격려해주었지만, 무대에서 머피는 록스타가 되는 꿈을 의미하는 연기를 보였다.
그의 마지막 10대와 20대 초반에, 머피는 그의 남동생과 함께 여러 밴드에서 기타를 연주해 록 음악가로서 경력을 쌓았다.
비틀즈에 매료된 둘은 그들의 가장 성공적인 밴드를 그들의 또 다른 아이돌인 프랑크 자파의 1969년 노래 제목인 그린제네스씨의 아들들이라고 이름지었다. 머피는 "괴상한 가사에 특화되어 끝없는 기타 솔로를 하며" 밴드에서 노래하고 기타를 연주했다." 1996년, 그린제네스 씨의 아들들은 애시드 재즈 레코드 사로부터 다섯개의 앨범출판을 제안받았으나, 계약을 거절했다. 머피의 남동생은 아직 고등학생이고 부모님이 탐탁치 않아 했기 때문이며, 계약서는 약간의 돈을 제공받고 머피의 작품 저작권을 음반회사에 양도해야 한다고 명시하고 있었기 때문이다.
1996년에, 머피는 코크 대학(UCC, University College Cork)에서 법학을 공부하기 시작했으나 머피의 말로, "하고 싶지 않아" 첫 번째 시험에서 떨어졌다." 그는 밴드에서 바쁘기도 했으며,법학을 공부하는 게 그에게 맞지 않다고 생각했다. 게다가 콜로라도 제작사의 《시계 태엽 오렌지》를 보고 난 후 그는 연기에 관심을 보이게 되었다.
그의 첫 주역은 미국계 아일랜드 코미디언 데스 비숍이 출연한 대학교 아마추어 드라마 제작사의 Observe the Sons of Ulster Marching Towards the Somme였다. 머피는 또한 코크 오페라 하우스에서 대학교 드라마사가 제작한 흡혈식물 대소동의 주역을 연기했다. 그러나, 머피에 의하면 그의 주요동기는 여자를 만나고 파티를 하는 것이지, 연기 경력을 쌓는 게 아니었다. 하지만 그는 후에 그 때부터 락 뮤지션 활동에서 벗어나기 시작했다고 밝혔다. "난 어딘가에 연기 유전자가 있다고 생각한다. 만약 그 유전자가 당신의 DNA 안에 있다면 나올 필요가 있다. 나의 경우엔 본래 음악을 통해 나왔고, 연기로 넘어가 그곳을 통해 나왔다. 난 언제나 일어나 연기를 해야 한다."

## 연기 경력

### 초기작품
머피는 콜로라도 영화사에서 오디션을 보기 전까지 팻 키어넌을 따라다니며 괴롭혔고 1996년 9월, 엔다 월시의 원작을 바탕으로 한 영화 《디스코 피그》에서 불안정한 코크 청소년 배역을 맡음으로 전문 배우로서의 데뷔를 했다. 후에 머피는 그 일을 떠올리며 "난 믿을 수 없을 정도로 자만심에 찬 데다 잃을 것도 없었는데, 내 생각엔 그게 상황에 잘 맞았던 것 같다." 고 말했다. 코크에서 3주 공연으로 예정되었던 《디스코 피그》는, 2년간 유럽, 캐나다, 오스트레일리아를 거치고 나서야 막을 내렸으며, 머피는 대학과 밴드를 둘 다 떠나게 되었다. 음악 연주를 하러 돌아갈 생각이었지만 에이전트에게 《디스코 피그》에서의 연기를 배우고 난 후 대변인을 얻었고, 급격히 유명해지기 시작했다.
1997년부터 2003년까지, 머피는 존 카니의 《온 디 엣지》 같은 독립영화에 출연했고 단편 영화로는 아일랜드어/영어를 포함하는 단편 Filleann an Feall, BBC 각색 미니시리즈 《지금 우리가 살아가는 방식》(The Way We Live Now)에 등장했다. 《디스코 피그》뿐만 아니라 그는 《셰익스피어의 헛소동》(Much Ado About Nothing), 닐 라뷰트의 《셰이프》(The Shape of Things), 체호프의 갈매기 등 다른 수많은 연극에 출연했다; 머피는 그가 연기하는 무대가 그의 "훈련장" 이라고 여겼다. 또한 《디스코 피그》에서 머피의 역은 2001 인디 필름 버전에서 키스턴 셔던이 맡아 연기했다.
이 기간 동안, 그는 코크에서 이사해 처음 몇 년은 더블린에서 보냈으며, 2001년엔 런던으로 이사했다.
머피가 《디스코 피그》에서 보여준 연기는 《28일 후》의 출연진을 찾고 있던 대니 보일 감독의 눈에 띄었다. 《28일 후》는 2002년 말경 영국에 개봉되어, 모두의 예상을 깨고 미국에서 흥행했고 그 세계적인 성공은 머피를 처음으로 일반 대중 앞에 내놓았다. 전염병에서 살아남는 청년 짐으로서의 연기로 그는 8th Empire Awards에서 최고의 신인상과 2004 MTV Movie Awards에서 획기적인 남성 연기자상에 지명되었다. ComingSoon.net의 리뷰는 "킬리언 머피는 (감독의) 최고의 발견이다...그는 그가 깨어난 새로운 세상에서 조각조각 찢겨진 남성으로서, 틀을 벗어난 연기를 보였다"고 묘사했다.
2003년 말, 머피는 아일랜드 박스오피스 역사상 가장 높은 수익을 올리게 되는(2006년 역시 그가 출연한 영화 《보리밭을 흔드는 바람》이 기록을 깼다)) 독립영화 《인터미션》에서 콜린 패럴과 은행강도 계획을 세우는 불행하고 상사병을 앓는 수퍼마켓 직원역을 맡았다. 또한 머피는 《콜드 마운틴》과 《진주 귀걸이를 한 소녀》에서 처음으로 할리우드 영화의 엑스트라를 맡았다. 《진주 귀걸이를 한 소녀》에서, 그는 채식주의자임에도 도살장의 도살업자 역할을 맡아 고기 써는 법을 배웠다.
2004년, 머피는 전에 오케이시의 《주노와 공작》과 존 머피의 《The Country Boy》에서 그를 캐스팅한 게리 하인스 감독의 《서쪽 나라에서 온 플레이보이》에서 아일랜드를 여행하는 역할을 맡았다.

### 성공
2005년은 킬리언 머피가 세간의 이목을 끄는 빌런 역, 《배트맨 비긴즈》의 크레인 박사와 《나이트 플라이트》의 잭슨 리퍼를 맡아 더욱 인정을 받은 해이다. 머피는 자신이 슈퍼히어로를 하기에 절대 적합한 체격이 아니라고 생각했지만 크리스토퍼 놀런 감독과 만나 배트맨 비긴즈에선 브루스 웨인/배트맨역으로 오디션을 볼 기회를 받았다. 주역이 크리스천 베일에게 돌아갔음에도, 놀런은 머피에게 아주 감명을 받아 빌런 스케어크로우라는 또 다른 자아를 가진 '크레인 박사'역할을 주었다. 놀런은 "그는 가장 특별한(extraordinary) 눈을 가지고 있고, 그래서 나는 기회가 올 때마다 계속 그의 안경을 벗겨내려고 시도했다." 고 말했다. 웨스 크레이븐의 《나이트 플라이트라는 이름으로 개봉되었다)에선, 머피는 야간 비행 동안 레이철 매캐덤스를 공포에 빠뜨리는 암살 계획을 가진 정보원역을 맡았다. 뉴욕 타임스의 영화 비평가 마노라 다지스는 머피는 "흠 잡을 데 없이 완벽한 악당을" 만든다며 "물이 충분히 얼어 차가워 보이는 연한 푸른색 눈동자와 늑대같은 음흉한 시선이 우리를 공포에 떨게 만든다" 고 묘사했다.
머피는 그의 2005년 악당 역할들 덕분에 여러 상을 수상했고 개중에는 《배트맨 비긴즈》의 역으로 2006 MTV Awards에서 최고의 악당역으로 지명되기도 했다.
Entertainment Weekly에선 그를 2005년 "하계 MVP" 중 한 명으로 올리고, 표지기사에 획기적이고 뛰어난 연기를 보인 10명의 연예인을 올렸다.[37] The New Yorker의 데이비드 덴비는 "킬리언 머피, 그는 사악하게 변할 수 있는 천사같은 외모를 가지고 있으며, 최근 영화들에서 가장 우아하고 유혹적인 괴물들 중 하나다." 라고 썼다.
2005년 말(유럽에서 이른 2006년), 머피는 패트릭 매케이브가 쓴 같은 제목의 소설을 바탕으로 한 닐 조던의 《플루토에서 아침을》에서, 그녀의 엄마를 찾아다니는 트랜스젠더 아일랜드인 패트릭 "키턴" 브랜던 역을 맡았다. 머피는 그 역을 위해 2001년 오디션을 보았고 조던이 그를 마음에 들어했음에도 크라잉 게임의 감독(닐 조던)은 트랜스젠더에 대해 논의하는 걸 망설였고 북아일랜드 공화국군(I.R.A.) 문제도 터졌다. 몇 년 동안, 머피는 배우들이 연기하기 너무 늙기 전에 영화를 만들어야 한다고 조던을 압박했다. 2004년, 머피는 그를 클럽으로 데려가 다른 크로스드레서들을 만나게 해주는 크로스드레서를 만나 자신이 맡을 역을 준비했다. 그들의 말재간을 눈여겨보며, 머피는 그들의 끊임없는 유머는 그들 주변에 편견을 가지고 있는 사람들의 모욕에 대한 반응이라고 결론지었다.
《플루토에서 아침을》의 배경은 변화무쌍한 1970년대 글리터 락 패션, 마술쇼, 홍등가와 북아일랜드 공화국군의 폭력 사태였으며, 머피는 중성적인 10대에서 여장 금발 미녀로 변신했다. 샌프란시스코 크로니클의 루시 스타인은 그의 연기에 대해 "스크린에 머피의 거대한 활동 에너지가 있다, 그가 이미 《28일 후》와 《나이트 플라이트》에서 보여줬던 것처럼...그는 양성적인 키턴 역을 놀라울 정도로 잘 소화해냈다... (그리고) 일반적인 코미디에서 드라마로 부드럽게 분위기를 바꾼다. 그는 키턴이 가장 좋아하는 대사 '오, 심각, 심각, 심각!'를 이중적인 의미로 매우 영향력있게 전달한다." 고 평했다. 심지어 《플루토에서 아침을》에 대해 lukewarm의 리뷰들도 여전히 머피의 연기를 몹시 칭찬하지만, 몇몇 비평가들은 영화에서 보여준 빌리지 보이스에서 그를 찾아낸 것이 "설득력 없고" 지나치게 귀엽다고(overly cute) 동의하지 않았다.
머피는 골든 글로브상에서 《플루토에서 아침을》으로 뮤지컬 혹 코미디 부분에서 최고의 배우로 지명되었으며 Irish Film and Television Academy에선 최고의 배우 상을 받았다. Premiere는 키턴으로서 그의 연기를 "2005년의 질높은 연기자 24명" 특집의 예로 들었다. 그의 세 2005년 연기작들(배트맨 비긴즈, 레드아이, 플루토에서 아침을)은 전부 Entertainment Weekly에서 그를 포함한 "2005년의 훌륭한 연기자들" 기사에 의해 칭송받았다. A late 2005 Back Stage feature labelled Murphy "a chameleonic performer, a character actor trapped in a leading man's bone structure."
2006년(북아메리카의 2007년), 그는 켄 로치가 감독한 아일랜드 독립전쟁과 내전에 관한 영화, 2006 Cannes Film Festival에서 황금종려상을 받고 아일랜드 박스오피스에서 가장 흥행한 아일랜드 독립영화인 《보리밭을 흔드는 바람》의 주연을 맡았다. 찍는 영화마다 사회적 사실주의를 포함하는 로치는 그의 영화 세트가 있는 지역 배우를 섭외하는데 엄격했고, 잘 알려진 배우를 좀처럼 캐스팅하지 않았다. 왜냐하면 영화세트가 코크에 있었기 때문인데, 머피는 혁명가로 변하는 젊은 의사 데미언 오도너번 역을 할 수 있는 기회를 얻게 되었지만 섭외되기까지 6번이나 오디션을 봐야 했다. 머피의 가족들은 몇 세대나 코크에서 살아왔으며, 보리밭을 흔드는 바람을 찍는 동안 그의 할아버지는 아일랜드 음악을 연주하는 영국 군인 단역을 맡았다.
평론가 덴비는 데미언에 대한 머피의 접근방식에 대해 "머피는 보통 영화에서 굉장히 조용하다. 그는 연한 파란색 눈으로 사람을 쳐다봄으로서 배우의 신비로움을 가지고 있다. 이번 영화에서도, 그는, 순간마다, 깊은 고요를 가지고 있다. 하지만 그는 색다른 순간 또한 가지고 있는데, 데미언이 공화국군을 밀고한 청소년을 처형할 때를 예로 들 수 있다. 머피는, 쓰고, 소년을 쏘고 비틀거리며, 의무에 반한 역겨움에 몸부림친다." 라고 묘사했다. Los Angeles Times의 케네스 투란은 "머피는 자기 탐구와 후회, 열정을 연기하는 일을 특히 잘한다. 그는 우리에게 억지로 살아가는 남자를 보여주는데 연기를 해야하는 그의 방식은 그의 성장과 훈련에 반대되기 때문이다." 라고 썼다. Scotland on Sunday는 "킬리언 머피...그는 캐릭터의 성장에 대한 우리의 감정개입의 한가운데 있는 세심함을 크고 아름다운 눈으로 만든다. 그는 싸우려 안달하는 마초캐릭터가 아니라 평화의 사람이며, 마지못해 힘을 사용한다. 그가 아일랜드 독립에 헌신할 때, 고집세고 매우 믿음직하다." 고 평했다. GQ UK는 머피의 작품 《보리밭을 흔드는 바람》으로 머피에게 2006년의 배우상을 수여했다.

### 최근 배역과 앞으로의 계획
머피는 극장으로 돌아와 2006년 11월에서 2007년 2월까지 존 콜벤바흐의 연극 《사랑노래》 (Love Song)의 주연을 맡고, 《런던의 동쪽 끝》(London's West End)에서 니브 캠벨의 상대역을 했다. 2007년 4월(북아메리카는 7월), 그는 대니 보일 감독과 다시 팀을 이루며 SF영화 《선샤인》에서 태양을 살리는 임무를 맡은 물리학자 역을 맡았다. 머피는 2007 Tribeca Film Festival에서 개봉한 인디 필름, 폴 소터의 로맨스 코미디 《와칭 더 디텍티브즈》에서 루시 류의 상대역을 맡았고, 2008년밸런타인 데이의 연극개봉을 앞두었지만, 연극은 곧장 DVD로 나오게 되었다.
2008년, 머피는 《배트맨 비긴즈》의 속편 《다크 나이트》에서 스케어크로우로 짧게 출연했다. 그는 또한 사각관계/전기 영화인 《사랑의 순간》에 윌리엄 킬릭 역으로 키이라 나이틀리, 시에나 밀러, 매슈 리즈와 함께 출연했다.
한편 머피는 우표에 나오게 되었다. 2008년 7월, 아일랜드 우체국의 언포스트에는 아일랜드 필름 산업에 대한 그의 공헌으로 《보리밭을 흔드는 바람》에서 따온 우표를 만들었다.
2009년, 머피는 브로큰 소셜 신(Broken Social Scene)의 록 뮤지션 케빈 드루가 감독한 《The Water》에 출연했다. 머피, 록 뮤지션 파이스트와 배우 데이비드 폭스가 출연했으며 4월 인터넷에 개봉됐다. 15분짜리 캐나다 단편 영화는 파이스트가 끝 부분에 같은 제목의 노래를 부를 때까지 거의 조용하다. 머피는 또한 인터미션을 만든 감독의 범죄 드라마 《페리어스 바운티》에 브렌던 글리슨이 연기하는 갱스터로부터 도망치는 범죄자로 출연했다. 《페리어스 바운티》는 2009년 9월 2009 Toronto International Film Festival에서 초연되었고, 2010년 한정개봉되었다. 피콕은 심리학적 스릴러로 머피는 바보같은 사람들이 그에게 아내가 있다고 믿게 한 분열된 자아를 가진 남자를 연기했다. 엘런 페이지 수전 서랜던, 빌 풀먼이 출연했다. 피콕은 2009년 개봉되기로 했으나, 개봉이 연기된 후 2010년 초 DVD로 바로 나왔다. 몇 년간 연기된 전기 영화 히피 히피 쉐이크는 2007년 찍었고, 머피는(다시 시에나 밀러와) 1971년 영국 역사상 가장 길고 외설적인 재판의 한가운데 있던 급진적인 매거진 Oz의 편집자 리처드 네빌 역을 맡았다 마찰의 조짐 속에서, 감독과 시나리오 작가가 2009년 중순 제작을 포기했다. 그의 연기되는 작품들과 대조적으로, 머피는 칭찬받는 출연진 중 한 명으로 크리스토퍼 놀런의 블록버스터 《인셉션》에 리어나도 디캐프리오, 엘런 페이지, 톰 하디, 조지프 고든 레빗과 함께 출연했다. 영화는 2010년 7월 개봉되었다. 그는 또한 제작참여에 이름 등재 없이 2010년 12월에 개봉한 《트론: 새로운 시작》에 트론의 적대자 에드 딜리전(데이비드 워너)의 아들 프로그래머 에드워드 딜린저 주니어로 깜짝출연하였다. 2012년, 머피는 그의 배역인 스케어크로우로 세 번째, 그리고 마지막으로 《다크 나이트 라이즈》에 출연했다.
머피는 제작을 위해 몇몇 영화에 일정을 잡았다. 그는 콜린 패럴, 가브리엘 번, (감독을 맡을) 브렌던 글리슨과 함께 아일랜드 메타픽션 소설 플랜 오브라이언의 At Swim-Two-Birds을 각색할 것이다. 또한 그는 가능한 배우의 파업으로 영화를 연기함에도 '달리와 나-초현실적 이야기'에 나오기로 사인했다.
앞으로 맡을 역에 대해 추측하자면, 머피는 어릴적 아버지와 함께 존 웨인의 영화를 즐겨 보았기 때문에 웨스턴에서 카우보이를 연기하고 싶어했다. 2005년, 그는 그가 연기하고 싶어하는 재즈 뮤지션 쳇 베이커에 대해 말했었다. 머피는 언젠가 미셸 공드리 감독과 일해보길 원하며 배우 중에서 그는 조니 뎁, 메릴 스트리프, 필립 시모어 호프먼과 일해보고 싶어한다. 그는 또한 제프 브리지스, 숀 펜, 에드워드 노턴, 호아킨 피닉스를 존경한다. 고정된 배역을 맡고 싶지 않아, 머피는 그는 더 이상 악당을 연기하지 않겠다고 말했다.

## 사생활
2004년 중반, 머피는 1996년 그의 락 밴드 쇼들 중 하나에서 만나 오랫동안 같이 산 여자친구이자 아티스트인 이본 맥기니스,와 결혼했다. 그의 록밴드 쇼에서 머피는 예술가인 그녀를 만났다. 그들은 북서쪽 런던에서 그들의 두 아들 말라키(2005년 출생)와 애런(2007년 출생)과 함께 살고 있다. 머피는 그의 사생활에 대해 말하길 꺼려하는 걸로 잘 알려져 있다. 그는 인터뷰에서 그의 일에 대해 관례상 밝혔으나 2010년까진, 배우들이 그들의 사생활에 대한 정보를 말해야 하는 TV 토크쇼들에 나타나지 않았으며 2010년에서야 아일랜드 방송협회의 The Late Late Show 에 페리어스 바운티를 소개하기 위해 나왔다. 그는 스타일리스트나 홍보담당자도 없고, 측근없이 여행을 다니며, 종종 시사회에 혼자 참가한다. 머피는 아일랜드 배우인 콜린 패럴과 리엄 니슨과 친하고, 니슨을 올려다보면 꼭 "대리 영화 아빠(surrogate movie dad)" 같다고 했다. 그러나 주로 머피의 가까운 친구들은 그가 스타가 되기 전에 알고 지낸 친구들이다.
음악은 여전히 머피의 삶에서 중요한 부분을 차지한다. 2004년, 머피는 "내 인생에서 화려한 부분은 나의 스테레오 시스템과, 음악을 사고 공연을 가는 것뿐이다." 고 말했다. 그는 더 이상 록 밴드에서 연주하지 않지만, 주기적으로 친구들과 혹은 혼자 음악을 연주하고, 여전히 작곡을 한다. 역시 뮤지션인 다른 유명한 배우들과 다르게, 그는 다른 밴드를 시작할 계획이 없다. "(밴드활동이) 나에게 좋았지만, 락 밴드를 하면서 배우생활을 하는 건 내가 (밴드와 연기를) 절대 진지하게 받아들이지 않는다는 뜻이다." 머피는 또한 달리기에 푹 빠지기도 한다.
머피는 SF영화 선샤인에서 원자핵의 물리학자인 자신의 배역을 조사하면서 무신론자가 되었다. 그는 여러 해 동안 채식주의자였는 동물을 죽이는 것에 대한 도덕적인 반대의견 때문은 아니지만 신선하지 않은 기업식 농업 행위가 꺼림칙하기 때문이라고 했다. 하지만 영국 드라마 <피키 블라인더스>에서 토미 쉘비 역을 위해 벌크업을 시작하면서 트레이너에게 육식 섭취를 권유 받아 고기를 먹게 되었다. 그 후로 채식을 관뒀다고 한다. 페인 2007 락더보트에 참가했다. 또한 그는 포커스 아일랜드라는 기관과 함께 노숙자의 권리를 위한 캠페인을 했다.

## 작품

### 영화
| 연도 | 제목                       | 배역                            | 비고                 |
| ---- | -------------------------- | ------------------------------- | -------------------- |
| 1997 | Quando                     | 팻                              | 단편 영화            |
| 1998 | The Tale of Sweety Barrett | 바텐더 팻                       |                      |
| 1999 | Eviction                   | 브랜든 맥브라이드               | 단편 영화            |
| 1999 | 썬번                       | 데빈 맥더비                     |                      |
| 1999 | At Death's Door            | 그림 리퍼 주니어                | 단편 영화            |
| 1999 | The Trench                 | 랙 록우드                       |                      |
| 2000 | Filleann an Feall          | Ger                             | 단편 영화            |
| 2000 | A Man of Few Words         | Best man                        | 단편 영화            |
| 2001 | 온 디 엣지                 | 조너선 브리츠                   |                      |
| 2001 | Watchmen                   | 필                              | 단편 영화; 공동 각본 |
| 2001 | How Harry Became a Tree    | 거스                            |                      |
| 2001 | 디스코 픽스                | 대런 / 피그                     |                      |
| 2002 | 28일후                     | 짐                              |                      |
| 2003 | Zonad                      | 가이 헨드릭슨                   |                      |
| 2003 | 인터미션                   | 존                              |                      |
| 2003 | 진주 귀걸이를 한 소녀      | 피에테르                        |                      |
| 2003 | 콜드 마운틴                | 바돌프                          |                      |
| 2005 | 배트맨 비긴즈              | 조너선 크레인 박사 / 스케어크로 |                      |
| 2005 | 나이트 플라이트            | 잭슨 리프너                     |                      |
| 2005 | 플루토에서 아침을          | 패트릭 "키튼" 브레이든          |                      |
| 2006 | The Silent City            |                                 | 단편 영화            |
| 2006 | 보리밭을 흔드는 바람       | 데이미언 오도너번               |                      |
| 2007 | 션샤인                     | 로버트 케이파                   |                      |
| 2007 | Watching the Detectives    | 닐                              |                      |
| 2008 | 다크 나이트                | 조너선 크레인 박사 / 스케어크로 | 카메오 출연          |
| 2008 | 사랑의 순간                | 윌리엄 킬릭                     |                      |
| 2008 | Waveriders                 | 내레이터                        | 다큐멘터리           |
| 2009 | Perrier's Bounty           | 마이클 매크리                   |                      |
| 2009 | The Water                  | 아들                            | 단편 영화            |
| 2010 | Peacock                    | 존 / 엠마 스킬파                |                      |
| 2010 | 히피 히피 셰이크           | 리처드 네빌                     | 미공개               |
| 2010 | 인셉션                     | 로버트 피셔                     |                      |
| 2010 | 트론: 새로운 시작          | 에드워드 딜링거 주니어          | 카메오 출연          |
| 2011 | 리트리트                   | 마틴                            |                      |
| 2011 | 인 타임                    | 레이먼드 레온                   |                      |
| 2012 | 레드라이트                 | 톰 버클리                       |                      |
| 2012 | 브로큰                     | 마이크                          |                      |
| 2012 | Wayfaring Strangers        | 젊은 존 레스터                  |                      |
| 2012 | 다크 나이트 라이즈         | 조너선 크레인 박사 / 스케어크로 | 카메오 출연          |
| 2014 | 트랜센던스                 | 도널드 부캐넌 요원              |                      |
| 2016 | 프리 파이어                | 크리스                          |                      |
| 2016 | 앤트로포이드               | Jozef Gaběik                    |                      |
| 2017 | 덩케르크                   | 떨고 있는 병사                  |                      |
| 2017 | 더 파티                    | 톰                              |                      |
| 2017 | 유혹의 계절                | 짐                              |                      |
| 2019 | 안나                       | 레너드                          |                      |
| 2020 | 콰이어트 플레이스 2        | 에멧                            |                      |
| 2023 | 오펜하이머                 | 로버트 오펜하이머               |                      |
| 2024 | 이처럼 사소한 것들         | 빌 펄롱                         |                      |
| 2026 | 28년 후: 더 본 템플        | 짐                              |                      |
| 미정 | Kensuke's Kingdom          | 아빠                            | 목소리               |

### 연극
| Year | Title                                   | Role          | Venue / Notes                                                                |
| ---- | --------------------------------------- | ------------- | ---------------------------------------------------------------------------- |
| 1996 | Disco Pigs                              | Darren/"Pig"  | Corcadorca Theatre Company                                                   |
| 1998 | Much Ado About Nothing                  | Claudio       | Bickerstaffe Theatre Company                                                 |
| 1999 | The Country Boy                         | Curly         | Druid Theatre Company                                                        |
| 1999 | Juno and the Paycock                    | Johnny Boyle  | Druid Theatre Company                                                        |
| 2002 | The Shape of Things                     | Adam          | Gate Theatre                                                                 |
| 2003 | The Seagull                             | Konstantine   | Edinburgh International Festival                                             |
| 2004 | The Playboy of the Western World        | Christy Mahon | Druid Theatre Company                                                        |
| 2006 | Love Song                               | Beane         | New Ambassadors Theatre                                                      |
| 2010 | From Galway to Broadway and back again. | Christy Mahon | Druid Theatre Company                                                        |
| 2011 | Misterman                               | Thomas Magill | Landmark Productions and Galway Arts Festival 2011                           |
| 2014 | Ballyturk                               | No.1          | Galway Arts Festival Olympia Theatre Cork Opera House Royal National Theatre |
| 2018 | Grief is the Thing with Feathers        | Dad / Crow    | Black Box Theatre, Galway / O’Reilly Theatre, Dublin                         |

### TV
| Year  | Title                                | Role          | Notes               |
| ----- | ------------------------------------ | ------------- | ------------------- |
| 2001  | The Way We Live Now                  | Paul Montague |                     |
| 2013~ | Peaky Blinders                       | Tommy Shelby  | 음악감독으로도 참여 |
| 2015  | Atlantic: The Wildest Ocean on Earth | 나레이션      |                     |
| 2019  | The Irish Revolution                 | 나레이션      |                     |

### 게임
| Year | Title         | Role                         | Notes |
| ---- | ------------- | ---------------------------- | ----- |
| 2005 | Batman Begins | Dr. Jonathan Crane/Scarecrow | Voice |

## 수상작과 후보작
| 년도 | 영화                                                   | 상                                                                                       | 결과 |
| ---- | ------------------------------------------------------ | ---------------------------------------------------------------------------------------- | ---- |
| 2002 | Disco Pigs                                             | Ourense Independent Film Festival, Best Actor                                            | 수상 |
| 2003 | 28 Days Later                                          | Golden Schmoes Awards, Breakthrough Performance of the Year                              | 후보 |
| 2003 | 28 Days Later                                          | Empire Awards, Best Newcomer                                                             | 후보 |
| 2003 | 28 Days Later                                          | Irish Film & Television Awards, Best Actor in a Lead Role in Film                        | 후보 |
| 2003 | 28 Days Later                                          | Irish Film & Television Awards, Best Actor in a Film – Public Vote                       | 후보 |
| 2004 | 28 Days Later                                          | MTV Movie Awards Breakthrough Male Performance                                           | 후보 |
| 2004 | 28 Days Later                                          | MTV Movie Awards Best Trans-Atlantic Breakthrough Performer                              | 후보 |
| 2004 | 28 Days Later                                          | Fangoria Chainsaw Awards, Best Actor                                                     | 후보 |
| 2004 | 28 Days Later                                          | Online Film Critics Society Awards, Best Breakthrough Performance                        | 후보 |
| 2005 | Batman Begins                                          | Golden Schmoes Awards, Breakthrough Performance of the Year                              | 후보 |
| 2005 | Batman Begins                                          | Irish Film & Television Awards, Best Supporting Actor in a Feature Film                  | 후보 |
| 2005 | Batman Begins                                          | London Film Critics Circle Awards Best British Actor in a Supporting Role                | 후보 |
| 2005 | Breakfast on Pluto                                     | Satellite Awards, Outstanding Actor in a Motion Picture, Comedy or Musical               | 후보 |
| 2005 | Breakfast on Pluto                                     | St. Louis Film Critics Association, Best Actor                                           | 후보 |
| 2005 | Red Eye                                                | Irish Film & Television Awards, Best Actor in a Feature Film                             | 후보 |
| 2006 | Breakfast on Pluto                                     | Golden Globe Award for Best Actor - Motion Picture Musical or Comedy                     | 후보 |
| 2006 | Breakfast on Pluto                                     | European Film Festival Palic, Best Actor                                                 | 수상 |
| 2006 | The Wind That Shakes the Barley and Breakfast on Pluto | European Film Awards, European Actor of the Year                                         | 후보 |
| 2006 | The Wind That Shakes the Barley                        | British Independent Film Awards, Best Actor                                              | 후보 |
| 2006 | The Wind That Shakes the Barley                        | Dublin Film Critics Circle Awards, Best Actor                                            | 후보 |
| 2006 | Batman Begins                                          | MTV Movie Awards, Best Villain                                                           | 후보 |
| 2006 | Batman Begins                                          | London Critics Circle Film Awards, British Supporting Actor of the Year                  | 후보 |
| 2006 | Red Eye                                                | Saturn Awards, Best Supporting Actor                                                     | 후보 |
| 2006 | Red Eye                                                | Teen Choice Awards, Choice Movie: Villain                                                | 후보 |
| 2006 | -                                                      | GQ UK Men of the Year Award Actor of the Year                                            | 수상 |
| 2007 | Breakfast on Pluto                                     | Irish Film & Television Awards, Best Actor in a Lead Role in a Feature Film              | 수상 |
| 2007 | The Wind That Shakes the Barley                        | Irish Film & Television Awards, Best Actor in a Lead Role in a Feature Film              | 후보 |
| 2007 | Sunshine                                               | British Independent Film Awards, Best Actor                                              | 후보 |
| 2007 | -                                                      | BAFTA Rising Star Award                                                                  | 후보 |
| 2008 | Sunshine                                               | Irish Film & Television Awards, Best Actor in a Lead Role in a Feature Film              | 후보 |
| 2008 | The Dark Knight                                        | Awards Circuit Community Awards, Best Cast Ensemble                                      | 수상 |
| 2010 | Inception                                              | Washington D.C. Area Film Critics Association Awards, Best Acting Ensemble               | 후보 |
| 2010 | Inception                                              | Phoenix Film Critics Society Awards, Best Ensemble Acting                                | 후보 |
| 2011 | Inception                                              | Gold Derby Awards, Ensemble Cast                                                         | 후보 |
| 2011 | Inception                                              | Irish Film & Television Awards, Best Actor in a Supporting Role in a Feature Film        | 후보 |
| 2011 | Inception                                              | Central Ohio Film Critics Association Awards, Best Ensemble                              | 후보 |
| 2011 | Perrier's Bounty                                       | Irish Film & Television Awards, Best Actor in a Lead Role in a Film                      | 후보 |
| 2012 | Misterman                                              | Irish Film & Television Awards Best Actor                                                | 수상 |
| 2012 | Misterman                                              | Drama Desk Award for Outstanding One-Person Show                                         | 수상 |
| 2012 | Broken                                                 | British Independent Film Award, Best Supporting Actor                                    | 후보 |
| 2014 | Peaky Blinders                                         | Biarritz International Festival of Audiovisual Programming, TV Series and Serials: Actor | 수상 |
| 2015 | Peaky Blinders                                         | Irish Film & Television Awards, Best Actor in a Lead Drama                               | 후보 |
| 2015 | Peaky Blinders                                         | National Television Award, Best Drama Performance                                        | 후보 |
| 2017 | Peaky Blinders                                         | Irish Film & Television Awards, Best Actor in a Lead Drama                               | 수상 |
| 2017 | Peaky Blinders                                         | National Television Award, Most Popular Drama Performance                                | 후보 |
| 2017 | Anthropoid                                             | Czech Lion Award, Best Actor in Leading Role                                             | 후보 |
| 2018 | Peaky Blinders                                         | Irish Film & Television Awards, Best Actor in a Lead Drama                               | 수상 |
| 2019 | Peaky Blinders                                         | National Television Award, Drama Performance                                             | 후보 |